# 鲁尧华
鲁尧华（？—），浙江嘉善人，中国前男子乒乓球运动员，浙江省乒乓球队原主教练。他曾获得1978年亚洲乒乓球锦标赛男子团体冠军。